# Liste psychiatrischer Fachkliniken in Niedersachsen
Die Liste psychiatrischer Fachkliniken in Niedersachsen ist eine unvollständige Liste und erfasst ehemalige und aktuelle psychiatrische Fachkliniken des Bundeslandes Niedersachsen.
2015 verfügte Niedersachsen nach Angaben des Ministeriums über 5065 Betten für psychiatrische Medizin in 32 Kliniken, weitere 838 Betten für psychosomatische Medizin in 24 Häusern und 687 Betten der Kinder- und Jugendpsychiatrie in 15 Kliniken.